# Wuttisak Srichai
Wuttisak Srichai (thailändisch วุฒิศักดิ์ ศรีไชย, * 3. März 2000) ist ein thailändischer Fußballspieler.

## Karriere
Wuttisak Srichai erlernte das Fußballspielen in der Jugendmannschaft des Erstligisten Muangthong United. Bis Saisonende 2020/21 stand er beim Ayutthaya FC unter Vertrag. Der Verein aus Ayutthaya spielte in der dritten Liga, der Thai League 3. Hier trat Ayutthaya in der Western Region an. Zur Saison 2021/22 unterschrieb er einen Vertrag beim ebenfalls in Ayutthaya beheimateten Zweitligisten Ayutthaya United FC. Sein Zweitligadebüt gab Jirawat Janpong am 10. September 2021 (2. Spieltag) im Heimspiel gegen den Chainat Hornbill FC. Hier wurde er in der 80. Minute für Tiwa Piwsai eingewechselt. Ayutthaya gewann das Spiel mit 5:3. Für Ayutthaya bestritt er 27 Zweitligaspiele. Nach der Saison wurde sein Vertrag nicht verlängert. Im August 2022 unterschrieb er einen Vertrag beim Zweitligaabsteiger Khon Kaen FC. Mit dem Klub aus Khon Kaen spielte er 18-mal in der North/Eastern Region der dritten Liga. Im Sommer 2023 wechselte er in die Eastern Region. Hier schloss er sich dem Marines FC an. Für den Klub bestritt er vier Ligaspiele. Im Dezember 2023 unterschrieb er einen Vertrag bei dem in der Bangkok Metropolitan Region spielenden Drittligisten Nonthaburi United S.Boonmeerit FC.